# Severoaleppská ofenzíva (únor 2016)
Ofenzíva v severní části guvernorátu Aleppo je operace zahájená 1. 2. 2016 za účelem zlomení blokády dvou šíitských měst (Nubl a Zahraa) a přerušení hlavní povstalecké zásobovací trasy z Turecka.
Dalším krokem bude pravděpodobně pokus o izolaci rebelů v samotném Aleppu. 

## Přípravy
Na útok na severu guvernorátu se započal několik týdnů dopředu s příjezdem iráckých šíitských dobrovolníků. Podle možných spekulací byl útok na severu spojen s jižním tažením SAA (viz výše). Rebelové přesunuli několik jednotek do vesnice Ratyan.

## Prolomení blokády měst Nubl a Zahraa
1. únor: SAA s libanonským hnutím Hizballáh, NDF a iráckými dobrovolníky spustila přípravný útok na okolí vesnic Duvajr Al-Zeitoun a Baškoj. Později dobyta vesnice Duvajr Al-Zeitoun a po tom, co se povstalecká obrana rozpadla byla osvobozena i vesnice Tel Džabín.Podařilo se též obsadit několik přilehlých stavení u vesnice Al-Malaah.
2. únor: SAA se spojenci a rozsáhlou podporou ruského letectva zaútočila na vesnici Hardatnin a osvobodila ji. Byla přerušena povstalecká zásobovací trasa mezi městy Azaz a Aleppo. Údajně se podařilo osvobodit i 75 % vesnice Ratyan (Dne 5. 2. 2016 potvrzeno osvobození celé vesnice). Z obklíčených měst zatím bojovníci Hizballáhu a NDF zaútočili na Bajanun, kde se jim podařilo dobýt několik stanovišť na západě města.
3. únor: Vládní vojska se připravovala na hlavní útok. Zahájila ofenzívu a osvobodila vesnici Muarasát al-Kán. Z obklíčených měst zahájila útok směrem na východ a přerušila silnici mezi vesnicí Muarasát al-Kán a městečkem Mayer. V odpoledních hodinách se vládní vojska potkala u Muarasát al-Kán. Blokáda je měst Nubl a Zahraa byla oficiálně prolomena.

## Ofenzíva SDF
4. únor: SAA osvobodila město Mayer a údajně také vesnici Kafr Naya (dementováno 5. 2. 2016) na sever od měst Zahraa a Nubl. SDF získaly vesnice Kureiba a Ziyara na sever od města Nubl.
5. únor: SAA dokončila osvobozování vesnice Ratyan. Dále získala přilehlá stavení na sever od města Mayer.
6. únor: SDF osvobodila přilehlé budovy u vesnice Zijara a dále vesnici Al-Alqamje, v blízkosti povstalci držené letecké základny Menag a vstupuje do města Dajr Džemal. Město Menag bylo bombardováno ruskými letadly podporujícími jednotky SDF. Kurdové údajně varovali rebely ve městě, aby jej opustily a zabránili tak bombardování. Podle íránských zpráv Kurdové aktivně spolupracovali s vládními vojsky a zranění syrští vojáci byli převážení do Kurdy ovládaných nemocnic.
7. únor: Syrské demokratické síly postupovaly k letecké základně Menag a významnému městu Azaz (drženo Islámskou frontou) a osvobodily přilehlé vesnice (Maranaz, Adžár, Maraš a Al-Alkamíja). Dále expanze SDF na jih od města Zahraa. Rebelové se po těžkém bombardování stáhli z vesnice Kiffin. Město pod kontrolou SAA.
8. únor: SDF získaly město Dajr Džamal severně od města Mayer. V horách na jih od Zahry probíhaly těžké boje mezi Hizballáhem a povstalci. YPG dále získaly město Kafer Antum jižně od letecké základny Menag. Základna téměř obklíčena ze 3 stran.
9. únor: SDF získaly Al-Alaksa na severozápad od základny Menag.
10. únor: SDF dobyly základnu Menag i s přilehlou vesnicí. Vládní vojska pokračovala v ofenzívě získala vesnici Kafr Naya (severovýchodně od města Nubl).
11. únor: Kurdské jednotky a jejich spojenci útočily na západní okraj města Azaz drženého povstalci. Boje se odehrávaly hlavně okolo nemocnice a stanoviště Al Šat.
12. únor: SAA získala kontrolu nad horami Dúrat Al-Kvura a Dúrat Al-Qundila v blízkosti vesnice Tannura. Při dalších útocích také vesnické doly a k večeru i severní část vesnice samotné. Severněji se kurdským jednotkám dařilo postupovat u vesnice Kafr Antoan a získat stanoviště Al Šat.
13. únor: Vládní vojska plně obsadila vesnici Tannoura a postupovala k vesnici Anadan. SDF pokračovaly za ruské vzdušné podpory v postupu proti povstalcům u města Tell Rifaat. Poté, co byla oficiálně dobyta základna Menag, bombardovali kurdské jednotky Turci. Ti požadují, aby se SDF základny stáhly. Kurdové však něco takového odmítají, a přes turecké protesty zahájili dva útoky na Tell Rifaat. Získali vesnici Ayn Daqna na cestě mezi městy Azaz a Tell Rifaat a postupovali k západnímu okraji města Tell Rifaat.
14. únor: Turecká armáda dál bombardovala Kurdy. Vládní vojska se pokusila o postup k městu Anadan. Během dne 350 povstalců přešlo hranice z Turecka do Sýrie, za účelem posílení obrany města Tell Rifaat. Později toho dne obsadila SDF severní a západní části zmíněného města a dosáhla nádraží. Celkem tedy asi 50 % (ráno druhého dne až 70%) města. SDF údajně dále také dobyla vesnici Kafr Kašír v blízkosti města Azaz.
15. únor: Vládní vojska se stáhla z vesnice Kafr Naya a přenechávají kontrolu jednotkám SDF. Dále získala vesnici Misqan a údajně též městečko Ahran. Kurdové mezitím údajně kompletně získali Tell Rifaat.
16. únor: Povstalci se údajně stáhli z města Mare (město držené povstalci mezi SDF a IS) a přenechávají jej po dohodě vojákům SDF. Toto tvrzení ale je, později dementováno samotnými povstalci. Později téhož dne Kurdové získali vesnici Šejk Isa (v blízkosti města Mare). Turecká armáda dále ostřelovala Kurdy.

## Následky
17. únor: V noci ze 16. února se YPG údajně podařilo přetnout hlavní zásobovací trasu trasu povstalců v samotném mstě Aleppo (tzv. Castello road). Druhého dne bylo potvrzeno, že kurdské jednotky zahájily rozsáhlý útok z nimi držené městské čtvrti Šejk Maqsoud na okres Bani Zaid (západně), Bustan al-Baša (východně), Al-Ašrafíja (jižně) a silnici "Castello road" (severně). Během ofenzívy YPG údajně přebraly palebnou kontrolu nad kruhovým objezdem (Castello road), obsazují nemocnici Hanaan (Al-Ašrafija) a obytný komplex v okrese Bani Zaid. Útok na Castello road byl povstalci odražen. Ke konci dne se další skupina rebelů z Idlíbu dostala přes Turecko do severní části Aleppa (město Azaz).
22–24. únor: Jednotky SDF údajně dobyly Salahidínovu mešitu ve čtvrti Bani Zaid, a další objekty např. v oblasti Al-Ašrafíja. 24. února byla znovu dobyta mládežnická ubytovna.
26. únor: Vládní jednotky podnikly nový útok na rebely v severním Aleppu, a to údajně přes Kurdy držená území. Armádě se podařilo některá území dobýt, neudržela je však dlouho a ještě téhož dne byla zpět dobyta islamisty. To se stalo chvíli před tím, než bylo vyhlášeno příměří.
Začátkem března se Syrským demokratickým silám podařilo získat významný vrchol u trasy "Castelo road".